# Paradiesgans
Die Paradiesgans (Tadorna variegata) auch Paradieskasarka ist ein ausschließlich in Neuseeland heimischer Entenvogel, der zu den Halbgänsen zählt. Die Art hat einen für die Gattung der Kasarkas ungewöhnlich ausgeprägten Unterschied in der Gefiederfärbung der beiden Geschlechter. 
In Neuseeland ist die Paradiesgans eine der wenigen ursprünglichen Arten, die von der Veränderung der neuseeländischen Vegetation durch den Menschen profitieren. Als Kulturfolger ist sie auf Weideflächen und an Wasserrückhaltebecken zu beobachten. Sie ist entsprechend häufig und darf bejagt werden. Jährlich werden etwa 100.000 Paradiesgänse in Neuseeland geschossen. Die Jagd ist jedoch mittlerweile stärker reglementiert, da es in einigen Regionen auf Grund der Bejagung zu deutlichen Populationsrückgängen kam.

## Erscheinungsbild
Paradiesgänse sind eine kleine Kasarka-Art. Sie weisen den für diese Gattung charakteristischen gänseähnlichen Habitus auf. Ihre Körperlänge beträgt zwischen 63 und 71 Zentimetern. Sie wiegen zwischen 1,5 und 2 Kilogramm. Die Art zeigt einen auffälligen Geschlechtsdimorphismus. Im Prachtkleid hat der Ganter einen schwarzgrünen Kopf und Hals. Der restliche Körper ist dunkel befiedert. Die Unterschwanzdecke ist von einem kräftigen Lehmbraun. Der Schnabel ist schwarz, im Verhältnis zur Kopfgröße kurz und leicht aufgewölbt. Die Beine und die Füße sind dunkelgrau. Die Augen sind schwarz. 
Das Weibchen hat im Prachtkleid einen weißen Kopf und Hals. Der Rücken ist dunkelgrau. Die Flanken und die Unterschwanzdecke sind leuchtend kastanienrot. Beine, Füße, Schnabel und Augenfarbe entsprechen denen des Männchens. Jungvögel gleichen den erwachsenen Männchen. Das Mantelgefieder ist bei ihnen dunkelbraun und schwarzgrau überwaschen. Die Flügel sind wie bei den adulten Vögeln gefärbt, jedoch sind die großen Decken grau und nicht weiß. Der Kopf ist schwarzgrau, die Schnabelwurzel und die Augengegend ist aufgehellt. Junge Weibchen sind etwas kleiner als junge Männchen und haben eine weiße Schnabelbasis. Bei ihnen sind außerdem der Rücken und die Flanken etwas bräunlicher. Der für die Weibchen charakteristische weiße Kopf wird von jungen weiblichen Paradiesgänse ab dem 2. Jahreskleid gezeigt. 
Ausgewachsene Weibchen durchlaufen die Mauser zwischen Januar und März und damit gegen Ende der Fortpflanzungszeit. Sie beginnen mit dem Wechsel des Kleingefieders, wenn die Jungvögel etwa 40 Tage alt sind. Der Abwurf der Schwingenfedern setzt wenig später ein. Sie sind dann für einen Zeitraum von 28 bis 42 Tagen flugunfähig.

## Verwechslungsmöglichkeiten mit anderen Arten

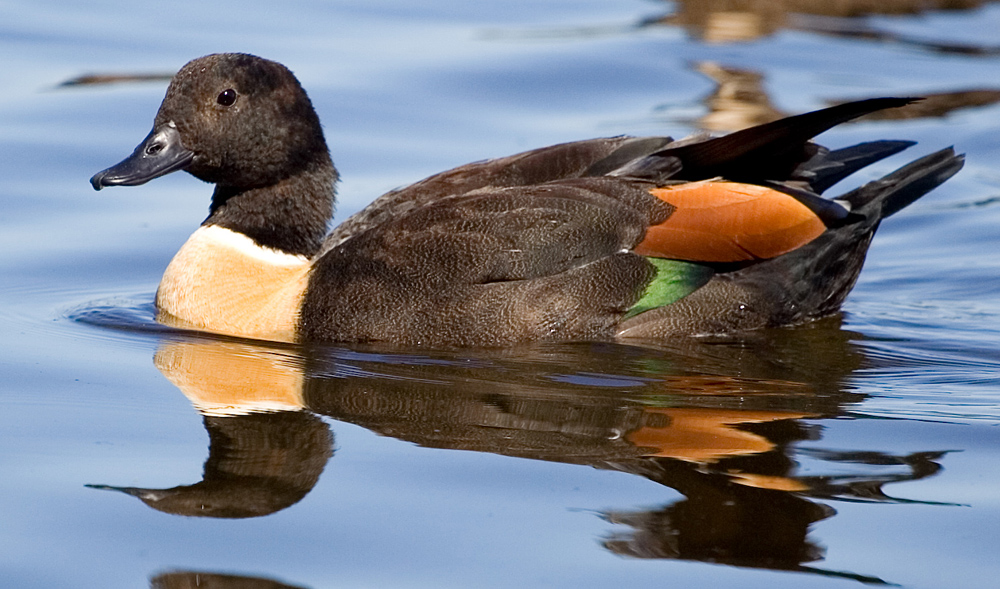
Halsbandgans

Verwechslungsmöglichkeiten bestehen mit kaum einer anderen Art. Beim Weibchen sind vor allem der weiße Kopf und Hals zu allen Jahreszeiten auffällig und charakteristisch. Die Männchen und die Jungvögel dagegen können mit ihrem dunklen Kopf und Hals mit der Halsbandgans verwechselt werden, die in Körpergröße, Gestalt und Körperhaltung der Paradiesgans gleicht. Der Paradiesgans fehlt jedoch das weiße Halsband, und sie ist anders als die Halsbandgans auf der Körperunterseite einfarbig dunkel. 
Die größte Verwechslungsmöglichkeit besteht zwischen Weibchen der Halsbandgans und jungen Weibchen der Paradiesgans, die ihr Körpergefieder gerade in das adulter Weibchen wechseln. Bei diesen sind der weiße Kopf und Hals noch nicht stark ausgeprägt. Junge weibliche Paradiesgänse lassen sich jedoch ebenfalls anhand des fehlenden weißen Halsbands sowie der dunklen und nicht kastanienfarbenen Schwanzunterdecken von den Halsbandgänse unterscheiden.

## Verbreitung, Lebensraum und Bestand

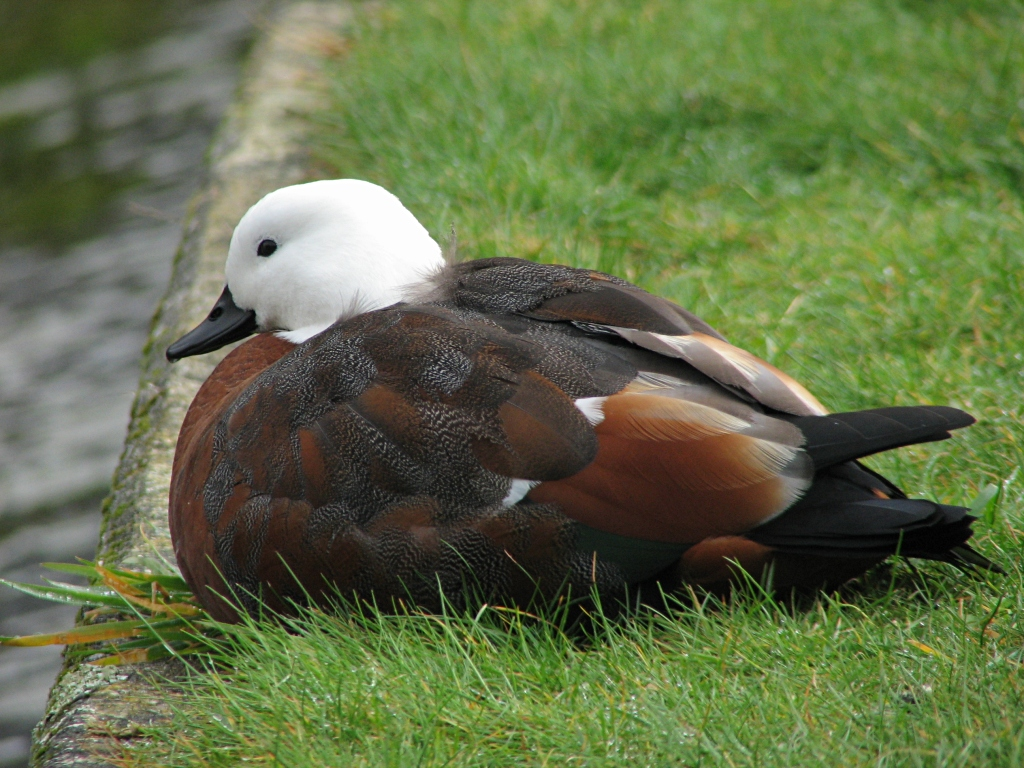
Paradiesgans, Weibchen

Paradiesgänse sind eine endemische Art Neuseelands. Irrgäste kommen in östlicher Richtung bis zu den Chathaminseln vor und erreichen in nordwestlicher Richtung gelegentlich die Lord-Howe-Insel. Vor der Besiedelung Neuseelands war die Paradiesgans auf die südliche Insel begrenzt und kam nördlich des 39°S nur selten vor. Paradiesgänse waren zu dieser Zeit ausschließlich auf Sumpfflächen anzutreffen, die mit niedrigen Grasbüscheln bewachsen waren. Vermutlich war die Art verhältnismäßig selten, da solcher Lebensraum nicht häufig zu finden war.
Die Umwandlung von Wald in Weideland durch den Menschen hat dazu geführt, dass die Art ihren Lebensraum ausdehnen konnte und heute in ganz Neuseeland verbreitet ist. Als eine Art, die Weideland als Nahrungsgrund nutzt, ist sie heute auf allen landwirtschaftlich genutzten Flächen häufig. Während sie früher auf Altbaumbestände angewiesen war, weil sie Bruthöhlen zur Fortpflanzung benötigt, sind ihre häufigsten Niststandorte heute die ausgebrannten Stümpfe der nach Brandrodungen verbleibenden Baumstämme. In Neuseeland findet man sie auch an Gewässern, die sich in einem städtischen Umfeld befinden. Obwohl die Paradiesgans bejagt wird, nimmt die Population zu. Im Jahre 2001 betrug der Bestand mehr als 300.000 Individuen.
Als Brutrevier reichen der Paradiesgans kleine Gewässer und Sümpfe aus, sofern ausreichend Weideland vorhanden ist. Ein kleiner Teil der Population besiedelt Flussmündungen und flache Küstenregionen. Paradiesgänse brüten auch in der neuseeländischen Alpenregion auf Plateauebenen mit langsam fließenden Gewässern. Paradiesgänse sind überwiegend Standvögel, die Mauserplätze finden sich unweit der Brutreviere.

## Lebensweise

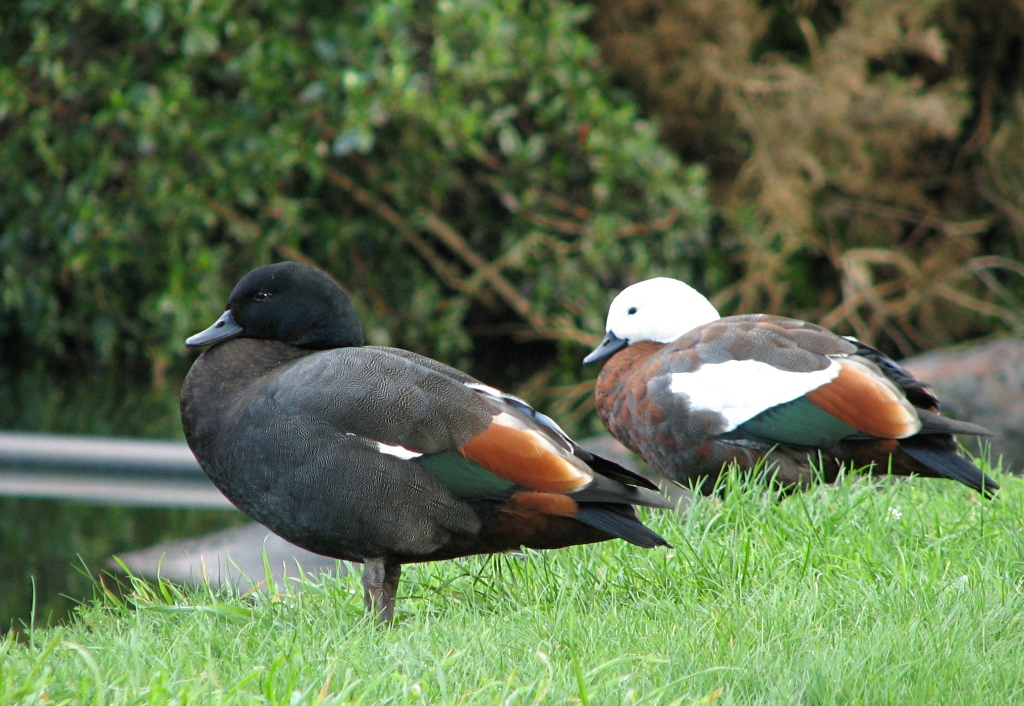
Paradiesgänse, Paar

Paradiesgänse fressen überwiegend pflanzliche Nahrung, nur die Jungen leben während ihrer ersten fünf Wochen überwiegend von Insekten. Die meiste Nahrung finden sie, indem sie auf Weideland oder abgemähten Agrarflächen grasen. Sie nehmen dabei auch Insekten und Würmer auf, wenn sie sie finden. Dunenküken beginnen mit dem Grasen etwa im Alter von einer Woche. 
Während der Brutzeit können zwei Formen des Zusammenlebens unterschieden werden: Paare verteidigen Brutreviere, und größere Trupps nicht-brütender Paradiesgänse finden sich an bestimmten Stellen in Gewässernähe und guten Nahrungsgründen. Diese Trupps bestehen überwiegend aus Jungvögeln der vorangegangenen Fortpflanzungsperiode. In den Schwärmen bewegen sich aber auch einige Zweijährige sowie nicht verpaarte, geschlechtsreife ältere Vögel. 
Für etwa zwei Monate pro Jahr verlassen die Paare ihre Brutreviere und halten sich gemeinsam mit ihrem Nachwuchs sowie den nicht-brütenden Paradiesgänse an traditionellen Mauserplätzen auf. Dabei handelt es sich in der Regel um große Teiche, Wasserspeicher, Seen und Flüsse. Die ersten Individuen – meist Paradiesgänse im ersten und zweiten Lebensjahr – treffen an diesen Mauserplätzen gegen Ende Dezember ein. Die Brutpaare folgen etwas später und werden von ihrem diesjährigen Nachwuchs begleitet. Während der Mauser sind die Paradiesgänse etwa für vier Wochen flugunfähig. Die Mauserplätze werden im Zeitraum März bis April verlassen.

## Brutbiologie

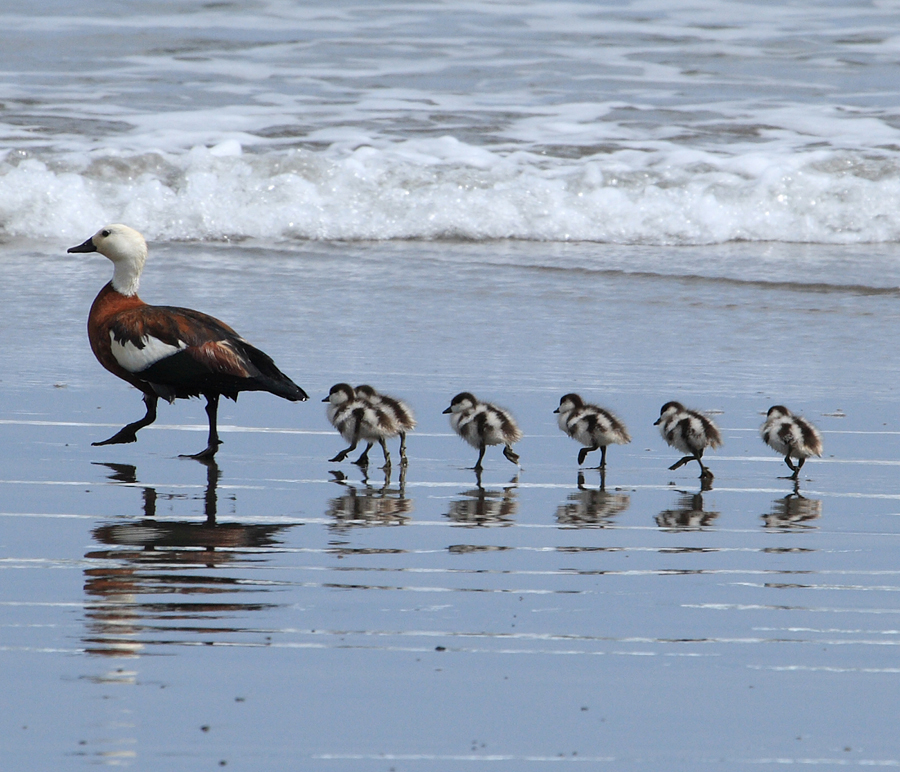
Weibchen mit Dunenküken

Paradiesgänse sind bereits im zweiten Jahr geschlechtsreif, von den Weibchen dieser Altersklasse brüten aber nur etwa fünfzig Prozent im zweiten Lebensjahr. Dies hängt damit zusammen, dass bereits im Jahr vor dem ersten Brutversuch die Vögel verpaart sein und ein Brutrevier besetzt haben müssen. Der Anteil zweijähriger Kasarkas, die erfolgreich im zweiten Lebensjahr mit dem Brutgeschäft beginnen, variiert entsprechend jedes Jahr: In einigen Jahren sind einjährige Kasarkas nicht in der Lage, geeignete Reviere zu finden. Entsprechend geringer ist im nächsten Jahr die Zahl der brütenden Zweijährigen.
Paradiesgänse bilden Paare, deren Beziehung lebenslang andauert. Ihr Brutrevier wählen die Paradiesgänse mitunter schon zwei Monate vor der Eiablage aus. Es wird von beiden Geschlechtern energisch verteidigt. Von August bis Oktober werden 6–12 weiße Eier in ein Nest gelegt, das geschützt in Baumhöhlen, in Kaninchenbauen, unter Wurzeln umgefallener Bäume oder in Felsspalten untergebracht sein kann. Zum Schutz der Eier wird es mit Gras und Federn ausgepolstert. Nur das Weibchen brütet. Das Männchen bleibt in der Nähe des Nestes und ist später auch an der Aufzucht der Jungen beteiligt. Der Verlust an Küken ist verhältnismäßig gering. Im Durchschnitt werden sechs Jungvögel pro Gelege flügge. Beide Elternvögel bewachen die Jungvögel und versuchen Fressfeinde zu verleiten. Bei Bedrohung versammeln sich die Jungen in einer dichten Gruppe in der Mitte des nächstliegenden Teiches. Sie tauchen, wenn sie sich unmittelbarer bedroht fühlen, oder versuchen sich in der Schwimmpflanzenvegetation zu verstecken. Die häufigste Todesursache von jungen Paradiesgänse sind ungünstige Wetterbedingungen. Außerdem stellen ihnen verwilderte Hauskatzen nach. Einigen der geschlüpften Dunenküken gelingt es außerdem nicht, die Nistkammer zu verlassen.

## Haltung in Europa
Die ersten Paradiesgänse in Europa wurden ab 1863 im Zoo von London gezeigt. Die ersten Paradiesgänse in Deutschland zeigte der Zoo Berlin ab 1869. Anders als bei der Halsbandgänse, die zum selben Zeitpunkt erstmals nach Europa gelangte und bei der die Nachzucht erst 1939 gelang, glückte die Nachzucht in beiden Zoos bereits im zweiten Jahr der Haltung. Paradiesgänse werden seitdem regelmäßig in Zoos gehalten und werden gelegentlich auch von Privatpersonen als Wasserziergeflügel gepflegt. Sie haben sich als wenig kälteempfindlich und verträglich gegenüber kleineren Entenarten erwiesen. Gegenüber anderen Gänsen und Schwänen verhalten sie sich jedoch aggressiv.

## Belege